# LXV Puchar Gordona Bennetta (balonowy)
65. Puchar Gordona Bennetta – zawody balonów wolnych o Puchar Gordona Bennetta, które rozpoczęły się 2 września 2022 roku w St. Gallen.

## Historia
63 turniej wygrała reprezentacja Szwajcarii w składzie Laurent Sciboz i Nicolas Tieche, dlatego federacja FAI postanowiła, że 65 zawody odbędą się w Szwajcarii. Start ze względu na pandemię COVID-19 został przełożony z 2021 na 2022 rok. W czerwcu 2022 udział w zawodach zgłosiło 19 załóg, ale ostatecznie nie wzięły w nich udziału 2 ekipy z USA w składzie: USA 1 (Cheri White, Mark Sullivan) oraz USA 3 (Brenda Cowlishaw, Brian Duncan). Dlatego na starcie w dniu 2 września o godzinie 16–tej czasu lokalnego stawiło się 17 balonów. Wygrała załoga z Niemiec, która wylądowała na terenie Bułgarii, na wybrzeżu Morza Czarnego. Wilhelm Eimers (72 lata) wygrał wyścig w 1995, 1996, 2000 startując z Bernardem Landsmannem i w 2014 roku z Matthiasem Zenge. W 2022 roku wystartował po raz drugi z synem Benjaminem, który w zawodach o Puchar Gordona Bennetta startował po raz piąty.
Ceremonię wręczenia nagród zaplanowano w dniu 10 września 2022 w St. Gallen.

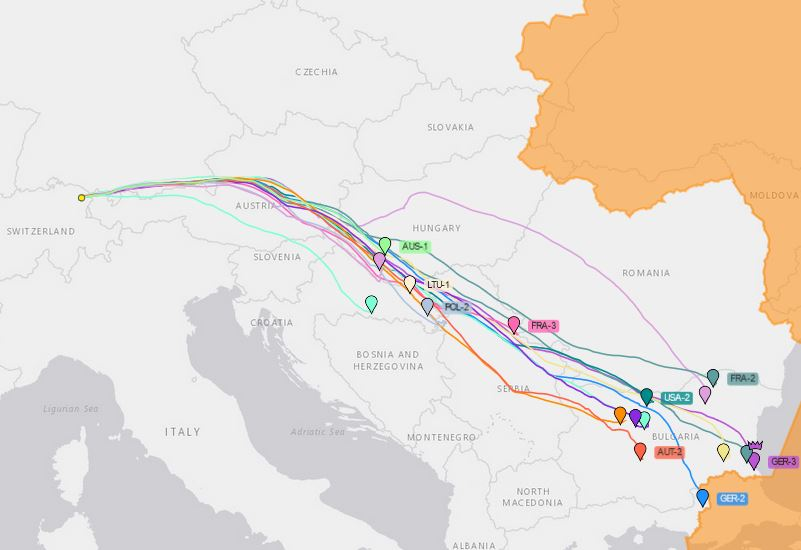
Mapa przelotu balonów podczas 65 Pucharu Gordona Bennetta

## Uczestnicy
Wyniki zawodów:
| Zajęte miejsce | Nr zespołu Nr balonu Nazwa balonu        | Załoga pilot pomocnik pilota              | Kraj              | Czas lotu [h] | Odległość [km] | Miejsce lądowania Miejscowość (Państwo) |
| -------------- | ---------------------------------------- | ----------------------------------------- | ----------------- | ------------- | -------------- | --------------------------------------- |
| 1.             | GER 3 D-OTLI Leonid                      | Wilhelm Eimers Benjamin Eimers            | Niemcy            | 60:45         | 1572,36        | Zarewo (BUL)                            |
| 2.             | SUI 1 HB-QKF MM-Technics                 | Kurt Frieden Pascal Witprächtiger         | Szwajcaria        | 60:04         | 1550,38        | Jasna Poljana (BUL)                     |
| 3.             | GER 2 D-OMFE Ferdinand Eimermacher       | Andreas Zumrode Axel Hunnekuhl            | Niemcy            | 63:33         | 1512,20        | Karoti (GRE)                            |
| 4.             | SUI 2 HB-QRV Fribourg-Freiburg Challenge | Nicolas Tièche Laurent Sciboz             | Szwajcaria        | 54:34         | 1502,20        | Bistrets (BUL)                          |
| 5.             | FRA 2 F-PPSE Le Petit Prince             | Eric Decellieres Benoît Havret            | Francja           | 51:14         | 1410,05        | Veselets (BUL)                          |
| 6.             | FRA 1 F.PPGB le Grain de Folie           | Vincent Leys Christophe Houver            | Francja           | 63:24         | 1408,23        | Razgrad (BUL)                           |
| 7.             | AUT 2 OE-ZZM                             | Christian Wagner Stefanie Liller          | Austria           | 57:52         | 1336,22        | Kalojanowo (BUL)                        |
| 8.             | SUI 3 HB-QPJ ZÜRICH                      | Walter Gschwendtner Balthasar Wicki       | Szwajcaria        | 51:45         | 1310,39        | Debnevo (BUL)                           |
| 9.             | USA 2 N6395V Across the Universe         | Noah Forden Bert Padelt                   | Stany Zjednoczone | 50:35         | 1291,66        | Totleben (BUL)                          |
| 10.            | POL 1 D-OGYN White Pils                  | Krzysztof Zapart Adam Ginalski            | Polska            | 58:57         | 1291,63        | Lomets (BUL)                            |
| 11.            | GER 1 D-OSTL Stuttgarter Hofbräu         | Benedict Munz Matthias Schlegel           | Niemcy            | 50:18         | 1257,74        | Brestnitsa (BUL)                        |
| 12.            | FRA 3 FHMDF MOBIL1                       | Hervé Jules Moine Christophe Blanchard    | Francja           | 49:02         | 962,20         | Kajtasovo (SRB)                         |
| 13.            | POL 2 D-OABD White Eagle                 | Mateusz Rękas Jacek Bogdański             | Polska            | 37:40         | 774,08         | Novi Jankovci (CRO)                     |
| 14.            | LTU 1 D-OFVA Lituanica                   | Robertas Komza Romanas Mikelevičius       | Litwa             | 26:41         | 721,71         | Valpovo (CRO)                           |
| 15.            | AUT 1 D-ORZL nicaero nautilo             | Gerald Stuerzlinger Wolfgang Spaet        | Austria           | 26:39         | 659,61         | Nova Gradiska (CRO)                     |
| 16.            | POL 3 D-OLIB LINDE                       | Andrzej Bogdan Olszewski Jarosław Cieślak | Polska            | 25:57         | 645,37         | Patosfa (HUN)                           |
| 17.            | AUS 1 D-OGBL ZONZO                       | Dariusz Brzozowski Kiff Saunders          | Australia         | 25:20         | 615,85         | Kaposvar (HUN)                          |